# 제35회 홍콩 영화 금상장
제35회 홍콩 영화 금상장은 2016년 4월 3일에 열린 시상식이다.

## 수상 및 후보

### 작품상
- 텐 이어즈 - 궉 준 외 4명 수상
- 리틀 빅 마스터 - 관신휘
- 타이거 마운틴 - 서극
- 엽문3: 최후의 대결 - 엽위신
- 기항지 - 옹자광

### 감독상
- 타이거 마운틴 - 서극 수상
- 리틀 빅 마스터 - 관신휘
- 아이 엠 썸바디 - 이동승
- 엽문3: 최후의 대결 - 엽위신
- 기항지 - 옹자광

### 각본상
- 기항지 - 옹자광 수상
- 리틀 빅 마스터 - 한나 쳉 외 1명
- 아이 엠 썸바디 - 이동승
- 쉬 리멤버, 히 포겟 - 새빌 찬 외 1명
- 열혈강도: 위장 경찰 사기단 - 유호량

### 남우주연상
- 기항지 - 곽부성 수상
- 실고 - 유덕화
- 타지구마인 - 장가휘
- 타이거 마운틴 - 양가휘
- 헤븐 인 더 다크 - 장학우

### 여우주연상
- 기항지 - 제시 리 수상
- 세 도시 이야기 - 탕웨이
- 리틀 빅 마스터 - 양천화
- 화려한 샐러리맨 - 실비아 창
- 헤븐 인 더 다크 - 임가흔

### 남우조연상
- 기항지 - 마이클 닝 수상
- 소림 셔틀콕 - 앤디 람
- 타지구마인 - 장지총
- SPL 2: 운명의 시간 - 정 바오루이
- 엽문3: 최후의 대결 - 장진

### 여우조연상
- 기항지 - 금연령 수상
- 세 도시 이야기 - 진해로
- 리틀 빅 마스터 - 안나 응
- 적도 - 문영산
- 마음의 속삭임 - 이심결

### 신인상
- 기항지 - 마이클 닝 수상
- 겟 아우타 히어 - 줄리아 아리에
- 타지구마인 - 채사패
- 쉬 리멤버, 히 포겟 - 세실리아 소
- 기항지 - 제시 리

### 촬영상
- 기항지 - 크리스토퍼 도일 수상
- 세 도시 이야기 - 왕 유
- 파풍 - 패키 챈
- 타이거 마운틴 - 채숭휘
- 엽문3: 최후의 대결 - 사충도

### 편집상
- 엽문3: 최후의 대결 - 장가휘 수상
- 파풍 - 진기합 외 2명
- SPL 2: 운명의 시간 - 데이비드 M. 리처드슨
- 타이거 마운틴 - 우백양
- 기항지 - 옹자광 외 3명

### 미술상
- 화려한 샐러리맨 - 장숙평 수상
- 세 도시 이야기 - 티미 입
- 태평륜 - 피안 - 마광영
- 몬스터 헌트 - 타네다 요헤이
- 타이거 마운틴 - 역진주

### 의상&메이크업상
- 몬스터 헌트 - 해중문 수상
- 세 도시 이야기 - 티미 입
- 태평륜 - 피안 - 진동훈
- 타이거 마운틴 - 권유진
- 화려한 샐러리맨 - 장숙평

### 무술감독상
- SPL 2: 운명의 시간 - 이충지 수상
- 드래곤 블레이드 - 성룡
- 적도 - 전가락
- 타이거 마운틴 - 원빈
- 엽문3: 최후의 대결 - 원화평

### 영화음악상
- 화려한 샐러리맨 - 나대우 외 1명 수상
- 태평륜 - 피안 - 이와시로 타로
- 쉬 리멤버, 히 포겟 - 대 위
- 타이거 마운틴 - 호위립
- 기항지 - 정 가

### 주제가상
- 쉬 리멤버, 히 포겟 - We Almost Fly 수상
- 태평륜 - 피안 - Vortex
- 왕가흔 - For Wong Ka Yan
- 마음의 속삭임 - Murmur Of The Hearts
- 기항지 - Darkness On The Sea

### 음향효과상
- 타이거 마운틴 - 요준헌 외 2명 수상
- 타지구마인 - 이요강
- 몬스터 헌트 - 요준헌 외 2명
- 엽문3: 최후의 대결 - 증경상 외 2명
- 화려한 샐러리맨 - 두독지 외 1명

### 시각효과상
- 몬스터 헌트 - 반곡유 외 1명 수상
- 타지구마인 - 에녹 챈
- 타이거 마운틴 - 김욱
- 화려한 샐러리맨 - 나위호 외 1명
- 엽문3: 최후의 대결 - 양위민

### 신인감독상
- 몬스터 헌트 - 라맨 허 수상
- 타지구마인 - 장가휘
- 열혈강도: 위장 경찰 사기단 - 유호량

### 중국, 대만 최고의 영화
- 자객 섭은낭
- 산하고인
- 나의 소녀시대
- 울프토템
- 블라인드 마사지